# Marie Agnes Hinrichs
Pour les articles homonymes, voir Hinrichs.
 (février 2024).
La mise en forme du texte ne suit pas les recommandations de Wikipédia : il faut le « wikifier ».
Les points d'amélioration suivants sont les cas les plus fréquents. Le détail des points à revoir est peut-être précisé sur la page de discussion.
- Les titres sont pré-formatés par le logiciel. Ils ne sont ni en capitales, ni en gras.
- Le texte ne doit pas être écrit en capitales (les noms de famille non plus), ni en gras, ni en italique, ni en « petit »…
- Le gras n'est utilisé que pour surligner le titre de l'article dans l'introduction, une seule fois.
- L'italique est rarement utilisé : mots en langue étrangère, titres d'œuvres, noms de bateaux, etc.
- Les citations ne sont pas en italique mais en corps de texte normal. Elles sont entourées par des guillemets français : « et ».
- Les listes à puces sont à éviter, des paragraphes rédigés étant largement préférés. Les tableaux sont à réserver à la présentation de données structurées (résultats, etc.).
- Les appels de note de bas de page (petits chiffres en exposant, introduits par l'outil «  Source ») sont à placer entre la fin de phrase et le point final[comme ça].
- Les liens internes (vers d'autres articles de Wikipédia) sont à choisir avec parcimonie. Créez des liens vers des articles approfondissant le sujet. Les termes génériques sans rapport avec le sujet sont à éviter, ainsi que les répétitions de liens vers un même terme.
- Les liens externes sont à placer uniquement dans une section « Liens externes », à la fin de l'article. Ces liens sont à choisir avec parcimonie suivant les règles définies. Si un lien sert de source à l'article, son insertion dans le texte est à faire par les notes de bas de page.
- La présentation des références doit suivre les conventions bibliographiques. Il est recommandé d'utiliser les modèles {{Ouvrage}}, {{Chapitre}}, {{Article}}, {{Lien web}} et/ou {{Bibliographie}}. Le mode d'édition visuel peut mettre en forme automatiquement les références.
- Insérer une infobox (cadre d'informations à droite) n'est pas obligatoire pour parachever la mise en page.

Pour une aide détaillée, merci de consulter Aide:Wikification.
Si vous pensez que ces points ont été résolus, vous pouvez retirer ce bandeau et améliorer la mise en forme d'un autre article.
Marie Agnes Hinrichs (1892 – 1979) est une scientifique américaine spécialisée en zoologie, physiologie et santé physique.

## Biographie

### Jeunesse et formation
Marie Agnes Hinrichs étudie à l'Université de Chicago et obtient un doctorat en zoologie. Durant ses études, elle est assistante en zoologie,. Elle fait sa thèse sous la direction de Charles Manning Child.[réf. nécessaire]

### Carrière
Avant d'étudier à l'Université de Chicago, Marie Agnes Hinrichs est diplômée du Chicago Teachers College - Lake Forest College. Elle enseigne dans les écoles publiques de Chicago et au Vassar College.
Elle obtient un doctorat en zoologie de l'Université de Chicago en 1923. Elle enseigne à l'Université de Chicago, avant de diriger des départements à l'université du sud de l'Illinois et à l'université de l'Illinois. Elle se fait connaître pour ses recherches sur les effets du rayonnement ultraviolet et du rayonnement visible sur la matière vivante, avec un intérêt particulier pour les effets sur les embryons en développement.
En 1947, elle est directrice du service de santé à l'Université du Sud de l'Illinois à Carbondale. Le Département de physiologie est créé sous sa direction avec notamment des cours d'introduction à la physiologie et de physiologie avancée des mammifères. Elle quitte l'Université du sud de l'Illinois en 1949 pour un poste à l'Université de l'Illinois à Urbana-Champaign, laissant Harold M. Kaplan développer le programme.
Marie Agnes Hinrichs passe quatorze étés à faire des recherches au laboratoire de biologie marine de Woods Hole. Elle effectue également des recherches au laboratoire de recherche NELA à Nela Park. Elle a obtenu un doctorat en médecine du Rush Medical College.
Elle reçoit le Prix pour service distingué de l'Université du Sud de l'Illinois à Carbondale, le Prix pour service distingué et le Prix William A. Howe de l'American School Health Association.
Elle est présidente de l'organisation de femmes diplômées en sciences Sigma Delta Epsilon. Elle est rédactrice en chef du Journal of School Health de 1954 à 1959.

## Récompenses
- Distinguished Service Award de l'American School Health Association
- Prix William A. Howe de l'American School Health Association (1969)[8]
- Distinguished Service Award de l'Université du sud de l'Illinois.

## Publications
- (en) « A demonstration of the axial gradient by means of photolysis », Journal of Experimental Zoology, vol. 41, no 1,‎ novembre 1924, p. 21–31 (ISSN 0022-104X et 1097-010X, DOI 10.1002/jez.1400410104, lire en ligne, consulté le 22 février 2024)
- (en) « Modification of Development on the Basis of Differential Susceptibility to Radiation. II. Arbacia and Visible Light Following Sensitization », The Biological Bulletin, vol. 50, no 1,‎ janvier 1926, p. 1-16 (DOI 10.2307/1536628)
- (en) « Modification of Development on the Basis of Differential Susceptibility to Radiation. III. Arbacia Germ Cells, and (a) Ultraviolet Radiation, (b) Visible Radiation Following Sensitization », The Biological Bulletin, vol. 50, no 6,‎ juin 1926, p. 455-472 (DOI 10.2307/1536483)
- (en) « The Effect of Ultraviolet Radiation on the Fertilizing Power of Arbacia Sperm », The Biological Bulletin, vol. 50, no 6,‎ juin 1926, p. 473–489 (ISSN 0006-3185 et 1939-8697, DOI 10.2307/1536484, lire en ligne, consulté le 22 février 2024)
- (en) « Ultraviolet Radiation and the Fertilization Reaction in Arbacia punctulata », The Biological Bulletin, vol. 53, no 6,‎ décembre 1927, p. 416-437 (DOI 10.2307/1537090)